# Aderonke Kale
Aderonke Kale foi uma psiquiatra do exército nigeriano que se tornou na primeira major-general do exército nigeriano. Ela progrediu na carreira para comandar o Corpo Médico Nigeriano.

## Carreira
Aderonke Kale foi uma psiquiatra iorubá. Ela era coronel e vice-comandante do Corpo Médico do Exército Nigeriano em 1990. Mais tarde, ela foi promovida à patente de brigadeiro-general e, ao fazê-lo, tornou-se a primeira mulher general na África Ocidental.
Kale foi promovida a major-general em 1994 e tornou-se na primeira mulher nigeriana a atingir esse posto. Ela também foi a primeira major-general feminina na África Ocidental. O seu papel foi inicialmente como chefe psiquiátrica do exército. Mais tarde, Kale tornou-se diretora de todo o Corpo Médico nigeriano e foi Chief Medical Officer até 1996. Ela se aposentou em 1997.
Kale teve um filho em 1975, Yemi Kale. Ela forneceu terras para a fundação da Igreja Batista Bodhi-Ashi em Ibadan.